# Melissodes persimilis
Melissodes persimilis är en biart som beskrevs av Cockerell 1949. Melissodes persimilis ingår i släktet Melissodes och familjen långtungebin. Inga underarter finns listade i Catalogue of Life.